# توپ طلای ۲۰۰۴
توپ طلای ۲۰۰۴ (فرانسوی: 2004 Ballon d'Or‎) ۴۹مین رویداد سالیانهٔ توپ طلا بود که از سوی مجلهٔ فرانس فوتبال به بهترین بازیکن فوتبال در سال ۲۰۰۴ اعطا گردید که در این سال، آندری شوچنکو برندهٔ توپ طلا شد.

## رتبه‌بندی
| ردیف  | بازیکن                             | ملیت      | باشگاه                                               | مجموع | آرا بر پایهٔ جایگاه | آرا بر پایهٔ جایگاه | آرا بر پایهٔ جایگاه | آرا بر پایهٔ جایگاه | آرا بر پایهٔ جایگاه | آرا |
| ردیف  | بازیکن                             | ملیت      | باشگاه                                               | مجموع | یکم                | دوم                | سوم                | چهارم              | پنجم               | آرا |
| ----- | ---------------------------------- | --------- | ---------------------------------------------------- | ----- | ------------------ | ------------------ | ------------------ | ------------------ | ------------------ | --- |
| برنده | آندری شوچنکو                       | اوکراین   | باشگاه فوتبال آ.ث. میلان                             | ۱۷۵   | ۲۷                 | ۵                  | ۵                  | ۲                  | ۱                  | ۴۰  |
| ۲ام   | دکو                                | پرتغال    | باشگاه فوتبال پورتو / باشگاه فوتبال بارسلونا         | ۱۳۹   | ۱۰                 | ۱۳                 | ۹                  | ۴                  | ۲                  | ۳۸  |
| ۳ام   | رونالدینیو                         | برزیل     | باشگاه فوتبال بارسلونا                               | ۱۳۳   | ۹                  | ۱۳                 | ۷                  | ۴                  | ۷                  | ۴۰  |
|       |                                    |           |                                                      |       |                    |                    |                    |                    |                    |     |
| ۴ام   | تیری آنری                          | فرانسه    | باشگاه فوتبال آرسنال                                 | ۸۰    | ۳                  | ۶                  | ۶                  | ۱۰                 | ۳                  | ۲۸  |
| ۵ام   | تئودوروس زاگوراکیس                 | یونان     | باشگاه فوتبال آ. ا. ک آتن / باشگاه فوتبال بولونیا    | ۴۴    | ۳                  | ۲                  | ۳                  | ۳                  | ۹                  | ۲۰  |
| ۶ام   | آدریانو (بازیکن فوتبال، زاده ۱۹۸۲) | برزیل     | باشگاه فوتبال پارما / باشگاه فوتبال اینتر میلان      | ۲۷    | -                  | ۳                  | ۲                  | ۲                  | ۵                  | ۱۲  |
| ۷ام   | پاول ندود                          | جمهوری چک | باشگاه فوتبال یوونتوس                                | ۲۳    | -                  | -                  | ۴                  | ۴                  | ۳                  | ۱۱  |
| ۸ام   | وین رونی                           | انگلستان  | باشگاه فوتبال اورتون / باشگاه فوتبال منچستر یونایتد  | ۲۲    | -                  | ۱                  | ۳                  | ۲                  | ۵                  | ۱۱  |
| ۹ام   | ریکاردو کاروالیو                   | پرتغال    | باشگاه فوتبال پورتو / باشگاه فوتبال چلسی             | ۱۸    | -                  | ۲                  | ۲                  | ۲                  | -                  | ۶   |
| ۹ام   | رود فن نیستلروی                    | هلند      | باشگاه فوتبال منچستر یونایتد                         | ۱۸    | -                  | -                  | ۴                  | ۲                  | ۲                  | ۸   |
|       |                                    |           |                                                      |       |                    |                    |                    |                    |                    |     |
| ۱۱ام  | آنجلوس چاریستیس                    | یونان     | باشگاه ورزشی وردر برمن                               | ۱۵    | -                  | ۱                  | ۱                  | ۲                  | ۴                  | ۸   |
| ۱۲ام  | کریستیانو رونالدو                  | پرتغال    | باشگاه فوتبال منچستر یونایتد                         | ۱۱    | -                  | ۱                  | ۱                  | ۲                  | -                  | ۴   |
| ۱۲ام  | میلان باروش                        | جمهوری چک | باشگاه فوتبال لیورپول                                | ۱۱    | -                  | ۱                  | -                  | ۳                  | ۱                  | ۵   |
| ۱۴ام  | زلاتان ابراهیموویچ                 | سوئد      | باشگاه فوتبال آژاکس آمستردام / باشگاه فوتبال یوونتوس | ۸     | -                  | -                  | -                  | ۳                  | ۲                  | ۵   |
| ۱۵ام  | ساموئل اتوئو                       | کامرون    | باشگاه فوتبال رئال مایورکا / باشگاه فوتبال بارسلونا  | ۷     | -                  | ۱                  | ۱                  | -                  | -                  | ۲   |
| ۱۵ام  | کاکا (بازیکن فوتبال)               | برزیل     | باشگاه فوتبال آ.ث. میلان                             | ۷     | -                  | ۱                  | -                  | ۱                  | ۱                  | ۳   |
| ۱۷ام  | ترایانوس دلاس                      | یونان     | باشگاه فوتبال آ.اس. رم                               | ۵     | -                  | ۱                  | -                  | -                  | ۱                  | ۲   |
| ۱۷ام  | فرناندو مورینتس                    | اسپانیا   | باشگاه فوتبال موناکو / باشگاه فوتبال رئال مادرید     | ۵     | -                  | ۱                  | -                  | -                  | ۱                  | ۲   |
| ۱۷ام  | فرانک لمپارد                       | انگلستان  | باشگاه فوتبال چلسی                                   | ۵     | -                  | -                  | ۱                  | ۱                  | -                  | ۲   |
| ۱۷ام  | دیدیه دروگبا                       | ساحل عاج  | باشگاه فوتبال المپیک مارسی / باشگاه فوتبال چلسی      | ۵     | -                  | -                  | ۱                  | -                  | ۲                  | ۳   |
| ۱۷ام  | جانلوئیجی بوفون                    | ایتالیا   | باشگاه فوتبال یوونتوس                                | ۵     | -                  | -                  | ۱                  | -                  | ۲                  | ۳   |
| ۲۲ام  | لوئیس فیگو                         | پرتغال    | باشگاه فوتبال رئال مادرید                            | ۴     | -                  | -                  | -                  | ۲                  | -                  | ۲   |
| ۲۳ام  | زین‌الدین زیدان                     | فرانسه    | باشگاه فوتبال رئال مادرید                            | ۳     | -                  | -                  | ۱                  | -                  | -                  | ۱   |
| ۲۴ام  | روبن باراخا                        | اسپانیا   | باشگاه فوتبال والنسیا                                | ۲     | -                  | -                  | -                  | ۱                  | -                  | ۱   |
| ۲۴ام  | لودویک گیولی                       | فرانسه    | باشگاه فوتبال موناکو / باشگاه فوتبال بارسلونا        | ۲     | -                  | -                  | -                  | ۱                  | -                  | ۱   |
| ۲۴ام  | مانیش                              | پرتغال    | باشگاه فوتبال پورتو                                  | ۲     | -                  | -                  | -                  | ۱                  | -                  | ۱   |
| ۲۴ام  | آنتونیوس نیکوپولیدیس               | یونان     | باشگاه فوتبال پاناتینایکوس / باشگاه فوتبال المپیاکوس | ۲     | -                  | -                  | -                  | -                  | ۲                  | ۲   |
| ۲۸ام  | پائولو مالدینی                     | ایتالیا   | باشگاه فوتبال آ.ث. میلان                             | ۱     | -                  | -                  | -                  | -                  | ۱                  | ۱   |
| ۲۸ام  | ویکنته رودریگز                     | اسپانیا   | باشگاه فوتبال والنسیا                                | ۱     | -                  | -                  | -                  | -                  | ۱                  | ۱   |